# Wii Play: Motion
Wii Play: Motion es un videojuego de fiesta para la  consola Wii y es la secuencia del juego de 2011 WPM (Wii Play) . Originalmente anunciado por la prensa oficial de Nintendo el 12 de abril de 2011, este juego está programado para su lanzamiento en Norteamérica el 13 de junio y en Europa el 24 de junio. Todas las copias de Wii Play: Motion tendrán incluidas un control Color rojo en Europa, mientras que en Norteamérica incluye un control color Negro, de Wii Remote Plus.

## Historia
Como su predecesor, Wii Play: Motion es una colección de minijuegos que cuenta con la utilización de los Miis como personajes jugables. Todos los minijuegos requieren el uso del accesorio Wii MotionPlus o un wiimote plus, que permite que el movimiento del Wiimote sea detectado con mayor precisión. Doce minijuegos se juntan para aparecer en Wii Play: Motion, que incluye simulaciones de Whack-a-Mole y Lanzamiento de piedras.